# Osmina
Osmina (ali osminik, rusko осьми́на, осьми́нник) je stara ruska enota za prostornino. Enaka je 104,956 litra. Definicija osmine izhaja iz leta 1899.
Osmina je tudi stara enota za površino in je enaka 1/8 desjatin ali 1365,675 m².  